# Caso Flick
El llamado caso Flick fue una gran trama de corrupción orquestada por el empresario alemán Friedrich Karl Flick, que sobornó a políticos de todos los partidos políticos representados en el Bundestag (entonces la Unión Demócrata Cristiana de Alemania o CDU, la Unión Social Cristiana de Baviera o CSU, el Partido Socialdemócrata de Alemania o SPD y el Partido Democrático Libre o FDP), y a cambio recibió cuantiosos beneficios fiscales. El caso se extendió a España, ya que la Fundación Friedrich Ebert, próxima al SPD, destinó donaciones de Flick por valor 1 000 000 de marcos alemanes para financiar al PSOE.

## El caso alemán
En 1981 se descubrió que el consorcio Flick, propiedad del hombre más rico de Alemania, había sido eximido del pago de cientos de millones de marcos de impuestos correspondientes a la venta de su paquete de acciones de la Daimler-Benz a Kuwait. Estas exenciones habrían sido concedidas gracias a los donativos que el consorcio repartió entre 1969 y 1980 a todos los partidos del Bundestag de la República Federal Alemana (democristianos, socialdemócratas y liberales). La corrupción salpicó al entonces canciller Helmut Kohl, cuyo nombre figuraba en la lista de pagos, y al que Flick habría abierto camino político al lograr mediante sobornos la dimisión del líder democristiano Rainer Barzel. Kohl, obligado a comparecer ante una comisión parlamentaria, manifestó no recordar nada.
Tras una larga investigación, el caso se cerró en los tribunales, que en febrero de 1987 sólo condenaron por fraude fiscal a dos exministros liberales de Economía —el conde Otto Graf Lambsdorff y Hans Friderichs—, y a un alto directivo del consorcio, Eberhard von Brauchitsch.

## La trama española
La revista alemana Der Spiegel aseguró en 1990 que las primeras entregas a España no procedían de Flick, sino de los fondos reservados de los servicios secretos alemanes creados durante el Gobierno de Helmut Schmidt (1974-1982), con el consentimiento de todos los partidos parlamentarios.
Durante la transición, para la entrega encubierta de los sobornos, los servicios secretos alemanes utilizaron cuatro fundaciones políticas diferentes, especialmente la Friedrich Ebert. Para borrar los rastros del origen del dinero también falsificaron la documentación. Las donaciones a España y Portugal ascendieron entre 1978 y 1981 a unos 3,3 millones de euros, según Der Spiegel.
¿Qué es lo que trataban de tapar los servicios secretos y la socialdemocracia? La explicación apareció cuando en la comisión de investigación en el Congreso de los Diputados compareció Eberhard von Brauchitsch, el representante de Flick. Santiago Carrillo le preguntó:

“Tengo entendido que el señor Flick fue condenado por el Tribunal de Nuremberg como criminal de guerra nazi. Y creo que usted es hijo del general que fue jefe del estado mayor de Hitler... Entonces, ¿cómo se explica que ustedes financien al PSOE?”
 Pregunta de Santiago Carrillo a Eberhard von Brauchitsch

Von Brauchitsch no vaciló en la respuesta:

“Tratábamos de cerrar el paso al comunismo y el partido mejor situado para hacerlo era el PSOE”
 Respuesta de Eberhard von Brauchitsch

Acorralado, Felipe González, entonces presidente del gobierno del PSOE, pronunció aquella célebre frase: “No he recibido ni un duro, ni una peseta, ni de Flick ni de Flock”. Sin embargo, en la comisión parlamentaria de investigación, los implicados se pusieron de acuerdo en admitir que la Fundación Friedrich Ebert había destinado a España un millón de marcos, pero encontraron un agujero por el que escaparse: lo habían percibido un año antes de que se prohibiera a los partidos españoles recibir donaciones extranjeras.[cita requerida] El Congreso de los Diputados absolvió a Felipe González con 263 votos a favor, aprobando las conclusiones elaboradas por la comisión acerca de la inexistencia de pruebas y la falsedad de las declaraciones.[cita requerida]